# Toi Toi Toi (음악 그룹)
Toi Toi Toi(토이 토이 토이)는 일본의 여성 아이돌 그룹이다. 소속 사무소는 주식회사 아소비시스템.

## 개요
발기인 아사쿠라 미라이, ABEMA×ASOBISTEM이 다루는 걸그룹 오디션 「Dark Idol PROJECT」에서 탄생한 새로운 아이돌 그룹.
그룹명은 「잘 될거야」, 「괜찮아! 확실히!」라고 상대의 성공이나 행복을 빌 때에 외친다 주책없다에서 명명. 「Be Alright」를 컨셉으로, 지금까지 동고동락을 경험해 온 그녀들이기 때문에 할 수 있는 표현으로, 용기를 줄 수 있는 존재를 목표로 해 나간다.
2025년 4월 30일, 아소비시스템 직속으로 두 번째 프로젝트 「PEAK SPOT」 산하로 이적하여 두 번째 그룹이 되었다.

## 구성원
이름, 생년월일, 이미지 컬러
- 이치죠 카오리 (一条 カオリ, 1998년 7월 16일(27세)), 사이타마현 출신 - 라일락
- 사쿠라 모모 (さくら もも, 2000년 4월 1일(25세)), 카가와현 출신 - 베이비 핑크
- 타니야 쿄카 (谷屋 杏香, 1998년 8월 27일(26세)), 시즈오카현 출신 - 스카이 블루
- 하시모토 모카 (橋本 萌花, 1998년 7월 28일(27세)), 효고현 출신 - 루비 레드
- 호시노 티나 (星野 ティナ, 2001년 5월 8일(24세)), 도쿄도 출신 - 크림 옐로우
- 마에가키 사라 (前垣 さら, 2001년 1월 29일(24세)), 나가노현 출신 - 민트 그린

### 전 구성원
- 이시카와 유이 (石川 侑依, 2001년 5월 21일(24세)), 후쿠오카현 출신
  - 2025년 3월 15일 탈퇴.

## 작품

### 착신 싱글
1. 涙のストーリーテラー (2025년 5월 1일)
2. I LOVE ME (2025년 5월 21일)
3. Toi Toi Toi (2025년 6월 4일)
4. HAPPY CLIMAX (2025년 6월 18일)
5. I FOR YOU (2025년 7월 2일)
6. 美しきランプライト (2025년 7월 16일)
7. Cosmetic☆Cosmos (2025년 7월 30일)